# Mark Feldman
Mark Feldman (ur.  1938) – amerykański brydżysta, World International Master (WBF).

## Wyniki brydżowe

### Zawody światowe
W światowych zawodach zdobył następujące lokaty:
| Mistrzostwa Świata. Konkurencja teamów | Mistrzostwa Świata. Konkurencja teamów | Mistrzostwa Świata. Konkurencja teamów  | Mistrzostwa Świata. Konkurencja teamów | Mistrzostwa Świata. Konkurencja teamów | Mistrzostwa Świata. Konkurencja teamów |
| Rok                                    | Miejsce                                | Zawody                                  | Kategoria                              | Drużyna                                | Pozycja                                |
| -------------------------------------- | -------------------------------------- | --------------------------------------- | -------------------------------------- | -------------------------------------- | -------------------------------------- |
| 2010                                   | Filadelfia                             | 13. Seria Mistrzostw Świata             | Open                                   | Bramley                                | 33                                     |
| 2006                                   | Werona                                 | 12. Mistrzostwa Świata                  | Open                                   | Spector                                | 97                                     |
| 2005                                   | Estoril                                | 37. Mistrzostwa Świata Teamów           | Trans                                  | Spector                                | 2                                      |
| 2002                                   | Montreal                               | 11. Mistrzostwa Świata                  | Open                                   | Pollack                                | 17                                     |
| 1996                                   | Rodos                                  | 1. Mistrzostwa Świata Teamów Mikstowych | Miksty                                 | Feldman                                | 2                                      |
| 1991                                   | Jokohama                               | 30. Mistrzostwa Świata Teamów           | Open                                   | USA 2                                  | 5                                      |
| 1982                                   | Biarritz                               | 6. Mistrzostwa Świata                   | Open                                   | Morse                                  | 45                                     |

| Mistrzostwa Świata. Konkurencja par | Mistrzostwa Świata. Konkurencja par | Mistrzostwa Świata. Konkurencja par | Mistrzostwa Świata. Konkurencja par | Mistrzostwa Świata. Konkurencja par | Mistrzostwa Świata. Konkurencja par |
| Rok                                 | Miejsce                             | Zawody                              | Kategoria                           | Partner                             | Pozycja                             |
| ----------------------------------- | ----------------------------------- | ----------------------------------- | ----------------------------------- | ----------------------------------- | ----------------------------------- |
| 2006                                | Werona                              | 12. Mistrzostwa Świata              | Miksty                              | Tobi Sokolow                        | 431                                 |
| 2002                                | Montreal                            | 11 Mistrzostwa Świata               | Open                                | Sharon Osberg                       | 38                                  |
| 1994                                | Albuquerque                         | 9. Mistrzostwa Świata               | Miksty                              | Jill Levin                          | 22                                  |

## Klasyfikacja
- Mark Feldman – klasyfikacja WBF (ang.)